# 格氏魮
格氏魮（学名：Barbus gestetneri）為輻鰭魚綱鯉形目鯉科魮屬的其中一個種。該物種分布於非洲剛果民主共和國的Kalumengonga河流域，體長可達24.9公分。

## 扩展阅读
維基物種上的相關：格氏魮